# اندی شنکلند
اندی شنکلند (انگلیسی: Andy Shankland؛ زادهٔ ۸ آوریل ۱۹۶۴) بازیکن فوتبال اهل بریتانیا است.
از باشگاه‌هایی که در آن بازی کرده‌است می‌توان به باشگاه فوتبال استوک سیتی و باشگاه فوتبال پورت ویل اشاره کرد.